# Krizz Kaliko
Krizz Kaliko, właśc. Samuel William Christopher Watson IV (ur. 7 marca 1974 w Kansas City) – amerykański raper, piosenkarz i autor tekstów.

## Życiorys
Swoją przygodę z muzyką Watson rozpoczął w latach 90. XX wieku, gdy poznał lokalnego producenta muzycznego IcyRoca Kravena. Wówczas także lokalny raper Tech N9ne współpracował z Kravenem nad utworem „Who You Came To See”. Kaliko stwierdził, że singel może mieć lepsze brzmienie. Tech nie dowierzał słowom Watsona, co doprowadziło do spotkania obojga muzyków. Podczas wizyty w studiu u N9ne’a Krizz Kaliko udowodnił, że ma rację. Tech N9ne był pod takim wrażeniem, że zaproponował Watsonowi kontrakt płytowy z jego nowo powstałą wytwórnią − Strange Music.
Od tamtej pory Kaliko regularnie pojawiał się w produkcjach Tech N9ne’a. Ponadto współpracował z muzykami wytwórni Strange Music: Kuttem Calhounem, Skattermanem & Snugiem Brimem oraz Prozakiem. Poza wytwórnią nagrywał z Kottonmouth Kings, Potluck, E-40, T-Pain, Twiztid i Andy Mineo.
Debiutancki album pt. Vitiligo został wydany 6 maja 2008 roku. Uplasował się na niskim 167. miejscu listy sprzedaży Billboard 200, a także na 19. pozycji listy Top Independent Albums oraz 20. notowania Top Rap Albums.
14 lipca 2009 roku ukazała druga płyta rapera pt. Genius.

## Życie prywatne
Choruje na bielactwo nabyte. U rapera zdiagnozowano także zaburzenia afektywne dwubiegunowe.

## Dyskografia
- Vitiligo (2008)
- Genius (2009)
- Shock Treatment (2010)
- Kickin’ and Screamin’ (2012)
- Son of Sam (2013)
- GO (2016)